# 考案
| ウィキペディアには「考案」という見出しの百科事典記事はありません（タイトルに「考案」を含むページの一覧/「考案」で始まるページの一覧）。 代わりにウィクショナリーのページ「考案」が役に立つかもしれません。 |